# 26277 Ianrees
26277 Ianrees este un asteroid din centura principală de asteroizi.

## Descriere
26277 Ianrees este un asteroid din centura principală de asteroizi. A fost descoperit pe 20 septembrie 1998 la Prescott (Arizona) de Paul G. Comba. Asteroidul prezintă o orbită caracterizată de o semiaxă mare de 2,42 ua, o excentricitate de 0,22 și o înclinație de 1,8° în raport cu ecliptica.